# Драгомир Михајловић
Драгомир Михајловић је југословенски и српски гитариста. Најпознатији је као бивши члан популарне музичке групе Катарина II.
Каријеру је започео као гитариста у прогресивној рок групи Лимуново дрво, коју су 1978. године формирали Михаиловић и Милан Младеновић. Група Лимуново дрво често је мењала чланове, а последњу поставу су чинили Младеновић, Михајловић, Душан Којић - Која и Ивица „Вд“ Вдовић. После концерта са Панкртима у Дворани Студентског културног центра у Београду, априла 1980. групу је напустио Драгомир Михајловић, а преостала три члана су формирали нову групу под именом Шарло акробата.
Група Катарина II је настала 1982. године у Београду. Групу су након распада бенда Шарло Акробата формирали певач Милан Младеновић, гитариста Драгомир Михаиловић, басиста Шваба Радомировић и бубњар Душан Дејановић. Назив потиче од имена Михаиловићеве неузвраћене љубави, девојке Катарине. Током 1982. бенду се придружује клавијатуристкиња Маргита „Маги“ Стефановић. Коначна и последња постава групе Катарина II - Младеновић, Михаиловић, Стефановић, Печар и Вдовић - започиње 1983. са радом на деби албуму.
Убрзо након изласка албума Катарина II који је издат 1984. године, бенд проживљава поновну промену састава. Као и у време Лимуновог дрвета и Шарла акробате, неслагања између Младеновића и Михајловића и даље постоје. Михајловић убрзо након тога више није члан бенда. Како је он тврдио да има ауторска права на име Катарина II, бенд је био присиљен да одабере нови назив. Преостали чланови бирају ново име Екатарина Велика (по Катарини Великој, руској царици), касније скраћено на ЕКВ, и под тим именом раде до краја каријере.
Године 2002. појавио се на кавер верзији Владе Дивљана на песми „Радостан дан” групе Катарине II која се појавила на албуму посвећеном Милану Младеновићу (Као да је било некад ... (Посвећено Милану Младеновићу)). Године 2010. појавио се као гост на албуму Електричног оргазма по имену То што видиш то и јесте, на нумерама „Покажи ми (какав је твој град)” и „Никад не знам”.

## Дискографија
Катарина II
- Катарина II (1984)

Као гост
- Бистрији или тупљи човек бива кад... (Шарло Акробата; 1981)
- Примитивни плес (Ду Ду А; 1983)
- Шест дана јуна (Идоли; 1985)
- Последња младост у Југославији (Крстић и Шапер; 1987)
- Као да је било некад ... (Посвећено Милану Младеновићу) (са Владом Дивљаном; 2002)
- То што видиш то и јесте (Електрични оргазам; 2010)